# Charco-Azul-Wüstenkärpfling
Das Charco-Azul-Wüstenkärpfling  (Cyprinodon veronicae) ist eine Süßwasserfischart aus der Gattung der Wüstenkärpflinge (Cyprinodon). Sie gilt als in der Natur ausgestorben.

## Merkmale
Die Männchen des Charco-Azul-Wüstenkärpflings erreichen eine Gesamtlänge von 5,5 cm. Die Länge des kurzen Oberkiefers ist 0,70 bis 0,77 Mal in der Länge der Afterflossenbasis enthalten. Der Kopflänge ist 2,7 bis 2,9 Mal in der Standardlänge enthalten. Das Männchen hat 6 bis 7 unscharfe dunkle Streifen entlang der Seiten, die nur die obere Hälfte des Körpers bedecken. Die Weibchen haben einen unregelmäßigen Eifleck an der Rückenflosse. Der schwarze Flecken ist halbmondförmig und kleiner als eine Pupille. Der Augendurchmesser ist 1 bis 1,2 Mal in der Länge der Afterflossenbasis enthalten. Die postdorsale (Distanz der Rückenflosse bis zum Schwanzflossenstiel) und postanale (Distanz der Afterflosse bis zum Schwanzflossenstiel) Länge ist 0,9 bis 1,1 Mal in der Länge des Schwanzflossenstiels enthalten. Die Afterflosse ist gewöhnlich kleiner als bei verwandten Arten und deren Länge 3 bis 3,9 Mal in der Kopflänge enthalten. Die vierte Ceratobranchiale enthält keine Zähne. Die Rückenflosse befindet sich hinter dem Brustflossenansatz. Männchen im Hochzeitskleid sind violettblau.

## Verbreitung und Lebensraum
Das ehemalige Verbreitungsgebiet sind die inzwischen ausgetrockneten Süßwasserquellen bei Ojo Charco Azul, auch als Barreno bekannt. Sie waren Teil des Bolsón-de-Sandia-Tals im mexikanischen Bundesstaat Nuevo León, das sich 1600 m über dem Meeresspiegel am Fuß des Sierra-Montelongo-Pedregoso-Gebirges befindet. Die Region ist halbtrocken mit Kakteen und anderen Sukkulenten. Das Ufer ist außer an der Ostseite dicht mit Zedern bewachsen. Ursprünglich war das Wasser kristallklar und hatte eine Temperatur von 19 bis 20 °C. Nach der Schrumpfung der Quellen ist das Wasser braun und der Grund lehmig oder schlammig geworden. Die Wasservegetation umfasste die Gattungen Ceratophyllum, Potamogeton, Typha, Eleocharis, Lemna, Utricularia, Scirpus und Chara. Als einzige weitere Tierart wurde ein Krebs der Gattung Cambarellus nachgewiesen.

## Status
1995 und 1996 wurde das Bolsón-de-Sandia-Tal von einer Rekorddürre heimgesucht, die zur Austrocknung der Ojo Charco Azul-Quellen führte. Im Winter 1995 wurde nur noch ein Männchen in einem sehr geschwächten Zustand beobachtet, das wohl nicht sehr lange danach überlebte. Heute existiert die Art überwiegend in Aquarien der Vereinigten Staaten und Mexikos. Aus Europa sind Haltungen aus dem London Zoo und dem Tiergarten Schönbrunn bekannt.